# Коллектив Фурии
Коллектив Фурии — общинная лесбийская группа в Вашингтоне, США. Была основана летом 1971 года. Группа намеревалась заявить о лесбийском сепаратизме с помощью собственной газеты The Furies («Фурии»).

## История и миссия
Коллектив Фурии, проживавший в Вашингтоне по адресу 219 11ая улица СЕ, наряду с Домом освобождения геев и коллективом Горизонт, стал одной из самых известных коммун в Вашингтоне в начале 1970-х годов. Они являлись примером лесбийского феминизма, возникшего во время феминистского движения конца 1960-х и 1970-х годов. Двенадцать женщин в коллективе были в возрасте от восемнадцати до двадцати восьми лет. Все феминистки, все лесбиянки, все евроамериканки, среди них было трое детей. Они делили домашнюю работу и одежду, складывали часть своих денег в общий бюджет и спали на матрасах на общем полу.
Все основательницы имели обширный организационный и активистский опыт до того, как основали Фурии. В частности, многие из них были участницами женского движения, особенно DCWLM (Женское освободительное движение округа Колумбия). Группа была создана подобно другим революционным движениям, таким как Партия Чёрной Пантеры и Метеорологи. В этом смысле они стремились способствовать глобальной революции путем создания небольших радикальных групп. Они хотели уничтожить патриархат, верховенство белых и империализм. В частности, занимались разработкой и исследованиями феминистской теории, в значительной степени того, как социально конструируется сексуальная идентичность.
В рамках своей миссии они открыли школу, где учили женщин ремонтировать автомобили и дома, чтобы они не зависели от мужчин. Участницы призывали других феминисток к созданию множества общин, в которых женщины могли бы развивать свои отношения друг с другом вдали от мужского шовинизма. Не только мужчины, но и гетеросексуальные женщины также рассматривались как препятствия на пути к прогрессу.
Большинство участниц коллектива писали в совместную газету «Фурии». С января 1972 года до середины 1973 года газета публиковалась и распространялась по всей стране. В первом выпуске января 1972 года автор статьи Джинни Берсон заявила, что:

«… Сексизм является корнем всех других притеснений, и угнетение лесбиянок и женщин не закончится разрушением капитализма, расизма и империализма. Лесбийство — это не вопрос сексуальной ориентации, а скорее вопрос политического выбора, который необходимо сделать каждой женщине, если она хочет идентифицироваться с женщинами и тем самым положить конец мужскому превосходству».

Группа продвигала лесбийство как альтернативную идентичность, сочетающую сексуальную ориентацию, гендерную идентичность и радикальную философию. Для участницы Шарлотты Банч быть лесбиянкой означает: «любить себя, женщину, в культуре, которая унижает и презирает женщин». Другая участница Фурий, Джинни Берсон, прокомментировала, что «лесбийство — это не вопрос сексуальных предпочтений, а вопрос политического выбора». Она также заявила: «Лесбиянки должны стать феминистками и бороться против угнетения женщин, точно так же, как феминистки должны стать лесбиянками, если они надеются положить конец мужскому превосходству».

## Участницы
По словам Рита Мэй Браун, участницами коллектива были: Рита Мэй Браун, Шарлотта Банч,
Таша Петерсен, Джинни Берсон, Шэрон Диви, Сьюзан Хэтэуэй, Ли Швинг, Хелэйн Харрис, Колетта Рид, Дженнифер Вудул, Нэнси Майрон и Джоан Э. Бирен.

## Наследие
Коллектив просуществовал недолго, но его влияние ощущалось и за пределами коллектива. Первыми двумя участницами, заявившими о желании покинуть коллектив, были Джоан Э. Бирен и Шэрон Диви, за которыми вскоре последовала Рита Мэй Браун. Газета на год пережила роспуск коллектива до весны 1972 года.
Музыкальный лейбл Olivia Records был основан в 1973 году бывшими участницами Фурий и группой Radicalesbians. Кроме того, теоретический вклад Фурий в женское движение пережил существование коллектива. Будущие феминистки по всей стране цитировали феминистскую теорию, разработанную Фуриями, и в своих собственных наработках. Бывшие участницы коллектива перешли на другие организаторские и активистские позиции в СМИ и издательствах.

## Признание
В 2016 году дом по адресу 219 11ая Улица СЕ, в котором находился коллектив Фурии, был назван первым историческим памятником связанным с лесбиянками в Вашингтоне и был единогласно внесен в Перечень исторических мест округа Колумбия. Позже в том же году этот дом стал первым лесбийским местом в Национальном реестре исторических мeст.